# ورزشگاه خیطان
ورزشگاه خیطان ورزشگاهی چندمنظوره در کویت می‌باشد. امروزه از آن بیشتر برای برپایی مسابقه‌های فوتبال و به عنوان ورزشگاه خانگی باشگاه فوتبال خیطان استفاده می‌شود. این ورزشگاه گنجایش ۳٬۰۰۰ نفر تماشاچی را دارد.